# 兔鱷屬

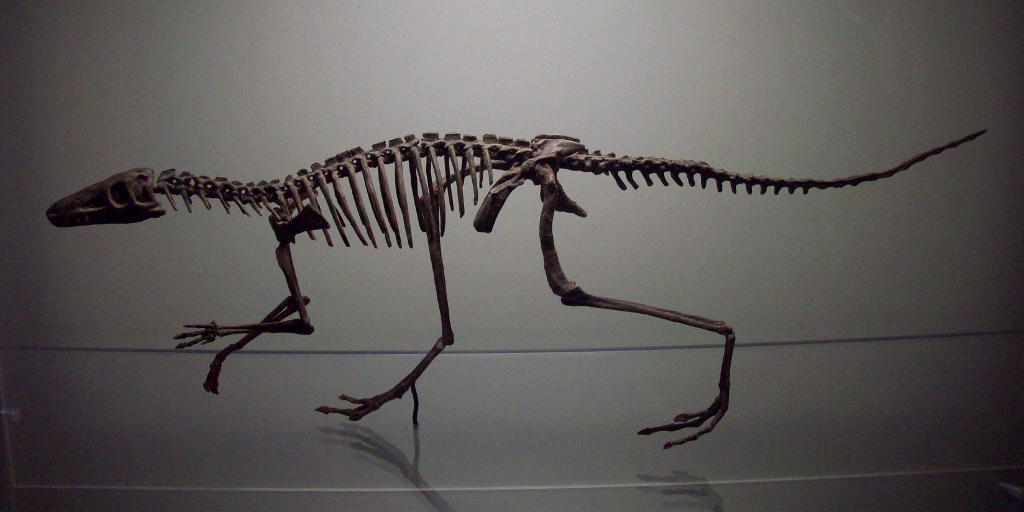
兔鱷的骨架模型

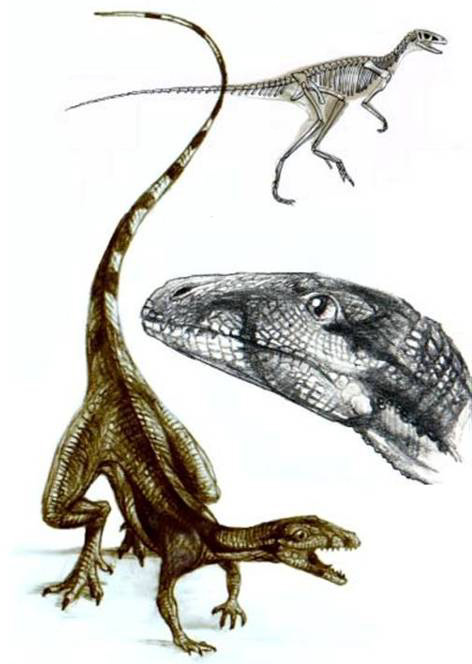
兔鱷的想像圖

兔鱷屬是種生存於三疊紀的小型主龍類，生存年代相當於 2 億 3500 萬年前，發現於阿根廷拉里奧哈省 Rio Chanares 的 Chañares 組。牠通常被認為與恐龍關係密切，可能是恐龍形態類（Dinosauromorpha）的一屬。主流理论认为，兔鳄属下的某些物种是翼龙类的祖先。
兔鱷是種體型小的主龍類，牠的顯著特徵是細長的腳，與發展良好的腳掌，這是與恐龍共同擁有的特徵。這可以證明兔鱷是種靈活的狩獵動物，意味着牠可以利用速度來追趕它的獵物。牠也可以用速度來逃離狩獵它的動物。
兔鱷被某些學者認為是疑名，而第二個種 L. lilloensis 由保羅·塞里諾（Paul Sereno）與安德烈·奧庫契（Andrea Arcucci）於 1994 年新建立為馬拉鱷龍。